# 노키아 N810
노키아 N810 인터넷 태블릿은 노키아에서 제작한 인터넷 단말기로, 2007년 10월 17일 샌프란시스코에서 열린 웹 2.0 서밋에서 발표하였다. 휴대전화 기능은 없으며, Wi-Fi나 블루투스를 통한 테더링으로 인터넷에 연결할 수 있다. 노키아 N800을 기반으로 일부 기능이 추가되고, 일부는 삭제되었다.
노키아 N810은 리눅스 배포판 마에모를 사용하며, 기본 웹 브라우저는 모질라 파이어폭스 3.0 기반 MicroB이다. GPS 내비게이션이 추가되었고, 미디어 플레이어가 개선되었으며, 인터페이스가 바뀌었다.

## N800과 비교
노키아 N800과 많은 점을 공유하며, 인터넷 태블릿 OS 2008은 두 장치 모두에서 돌아가지만, N800과 N810에는 차이가 있다.
- 슬라이딩 하드웨어 키보드 (백라이트 지원)
- 고정형 웹캠 (N800의 웹캠은 회전 가능)
- 조도 센서
- 내장 GPS
- 2GB 내장 메모리 추가
  - N800에는 SDHC 슬롯이 2개 있었으나, 내장 메모리가 추가되면서 miniSDHC 슬롯 1개로 바뀌었다.
- 직사광선에서도 보이는 반투과형 디스플레이
- USB Micro AB 커넥터
- FM 라디오 삭제

## 와이맥스 에디션
2008년 4월 1일 WiMAX가 추가된 N810 와이맥스 에디션을 출시하였다. 다른 모든 부분은 똑같으며, 미국 스프린트의 Xohm 네트워크에서 사용할 수 있는 와이맥스 장치가 추가되었다. 이와 함께 두께가 살짝 두꺼워졌고, 밝은 회색에서 검은색으로 색상이 바뀌었다. 2009년 1월 단종되었다.

## 마에모
N810은 마에모 운영체제 기반이다. 홈 화면에서 모든 프로그램과 설정에 접근할 수 있다. 화면 왼쪽에는 프로그램 실행기, 위에는 메뉴 표시줄, 나머지 영역은 RSS 리더, 인터넷 라디오, 검색 등 위젯을 배치할 수 있다. 기본적으로 모질라 기반 MicroB 브라우저, 어도비 플래시, 기즈모, 스카이프가 설치되어 있다.

## 같이 보기
- 모바일 인터넷 장치
- 노키아 770
- 노키아 N800
- 노키아 N900